# Masatoshi Koshiba
Masatoshi Koshiba (小柴 昌俊?; Toyohashi, 19 settembre 1926 – Tokyo, 12 novembre 2020) è stato un fisico giapponese.
Nel 2002 vinse il premio Nobel per la fisica assieme a Riccardo Giacconi e Raymond Davis Jr. per "  i contributi pionieristici all'astrofisica, in particolare per l'individuazione dei neutrini cosmici ".

## Biografia
Nato a Toyohashi, nella Prefettura di Aichi, si laureò all'Università di Tokyo nel 1951 e conseguì un dottorato di ricerca. in fisica all'Università di Rochester, New York, nel 1955. Dal luglio 1955 al febbraio 1958 fu ricercatore associato presso il Dipartimento di fisica dell'Università di Chicago; dal marzo 1958 all'ottobre 1963 fu professore associato presso l'Institute of Nuclear Study, Università di Tokyo, sebbene dal novembre 1959 all'agosto 1962 fosse in congedo da suddetto come Senior Research Associate con il rango onorario di professore associato e come sostituto Direttore, Laboratorio di fisica delle alte energie e radiazioni cosmiche, Dipartimento di fisica, Università di Chicago. All'università di Tokyo fu professore associato nel marzo 1963 e poi professore ordinario nel marzo 1970 presso il Dipartimento di fisica, facoltà di scienze, fino a diventare professore emerito nel 1987. Dal 1987 al 1997, Koshiba insegnò alla Tokai University. Nel 2002 vinse congiuntamente il premio Nobel per la fisica "per i contributi pionieristici all'astrofisica, in particolare per la scoperta dei neutrini cosmici". (Le altre quote del premio di quell'anno sono state assegnate a Raymond Davis Jr. e Riccardo Giacconi degli Stati Uniti).
Il premiato lavoro di Koshiba era incentrato sui neutrini, particelle subatomiche che avevano a lungo lasciato perplessi molti scienziati. Sin dagli anni '20 si sospettava che il Sole brilla a causa delle reazioni di fusione nucleare che trasformano l'idrogeno in elio e liberano energia. Successivamente, i calcoli teorici hanno indicato che innumerevoli neutrini devono essere rilasciati in queste reazioni e, di conseguenza, che la Terra deve essere esposta a un flusso costante di neutrini solari. Poiché i neutrini interagiscono debolmente con la materia, tuttavia, solo uno su un trilione viene fermato sulla sua strada verso la Terra. I neutrini hanno quindi sviluppato una reputazione non rilevabile.
Negli anni '80, Koshiba, basandosi sul lavoro svolto da Raymond Davis Jr, costruì un rilevatore di neutrini sotterraneo in una miniera di zinco in Giappone. Chiamato Kamiokande II, era un enorme serbatoio d'acqua circondato da rilevatori elettronici per percepire lampi di luce prodotti quando i neutrini interagivano con i nuclei atomici nelle molecole d'acqua. Koshiba è stato in grado di confermare i risultati di Davis - che il Sole produce neutrini e che sono stati trovati meno neutrini di quanto ci si aspettasse (un deficit che divenne noto come il problema dei neutrini solari). Nel 1987 Kamiokande rilevò anche i neutrini da un'esplosione di supernova fuori dalla Via Lattea. Dopo aver costruito un rilevatore più grande e più sensibile chiamato Super-Kamiokande, che divenne operativo nel 1996, Koshiba trovò forti prove per ciò che gli scienziati avevano già sospettato - che i neutrini, di cui sono noti tre tipi, cambiano da un tipo all'altro in volo; questo risolve il problema del neutrino solare, poiché i primi esperimenti potevano solo rilevare un tipo, non tutti e tre.
Koshiba era membro del Board of Sponsors del The Bulletin of the Atomic Scientists, nonché membro straniero dell'Accademia delle scienze del Bangladesh.
È morto il 12 novembre 2020 all'ospedale Edogawa di Tokyo all'età di 94 anni.

## Vita privata
Koshiba sposò Kyoto Kato, curatore di un museo d'arte, quando tornò in Giappone alla fine degli anni '50. La coppia aveva un figlio e una figlia.